# GBU-15
GBU-15 (tên tiếng Anh Guided Bomb Unit 15) là loại vũ khí thông minh (bom có điều khiển) sử dụng để phá hủy các mục tiêu có giá trị cao. Nó được thiết kế để sử dụng cho loại máy bay F-15 Eagle, F-111 và F-4 Phantom II nhưng Không quân Hoa Kỳ hiện nay chỉ sử dụng cho F-15E.
Vũ khí này gồm các thành phần gắn với bom công dụng chung MK-84 hay bom xuyên BLU-109. Các thành phần này nhằm tăng sự chính xác và làm cho bom có khả năng điều khiển được. Mỗi vũ khí có 5 phần - phần dẫn hướng ở đầu, tiếp theo là đầu đạn, bộ phận điều khiển, cánh lái, bộ liên kết dữ liệu.
Phần dẫn hướng được bố trí ở phía đầu của vũ khí. GBU-15 có hệ dẫn đường bằng hình ảnh để hoạt động ban ngày hoặc hệ dẫn đường bằng hình ảnh hồng ngoại để hoạt động ban đêm, khi tầm nhìn hạn chế hay trong điều kiện bất lợi. Một bộ kết nối dữ liệu ở đuôi gửi các thông tin được cập nhật vào bộ điều khiển trên máy bay để dẫn bom đến mục tiêu bằng phương pháp điều khiển từ xa.
GBU-15 có thể được sử dụng để tấn công trực tiếp hoặc gián tiếp. Trong phương pháp tấn công trực tiếp, phi công sẽ chọn mục tiêu trước khi phóng, ấn định nhiệm vụ cho hệ thống điều khiển và thả vũ khí. GBU-15 sẽ tự dẫn đến mục tiêu, cho phép phi công nhanh chóng rời khỏi khu vực tấn công. Ở chế độ tấn công gián tiếp, vũ khí được dẫn hướng bởi phương pháp điều khiển từ xa sau khi bom rời máy bay. Phi công thả bom và điều khiển từ xa để dò tìm mục tiêu. Khi nhận biết được mục tiêu, vũ khí sẽ được khóa vào mục tiêu hoặc được dẫn hướng bằng tay nhờ hệ dẫn liên kết dữ liệu AN/AXQ-14 của Hughes Aircraft.